# 米特劳森
米特劳森（法語：Mittelhausen，法語發音：[mitəlauzən]）是法国下莱茵省的一个旧市镇，属于萨韦尔讷区。

## 地理
米特劳森（48°42'34"N, 7°37'50"E）面积4.81 平方千米，位于法国大東部大區下莱茵省，该省份为法国大陆部分最东部的省份，是阿尔萨斯的一部分，今与上莱茵省组成了阿尔萨斯欧洲集体，其南至上莱茵省，西南接孚日省和默尔特-摩泽尔省，西接摩泽尔省，北与德国接壤。
与米特劳森接壤的市镇（或旧市镇、城区）包括：贝尔斯泰、比尔维赛姆、多讷奈姆、古格奈姆、奥阿策奈姆、米泰尔斯沙埃福尔桑、温格赛姆、温格赛姆-莱卡特尔邦。
米特劳森的时区为UTC+01:00、UTC+02:00（夏令时）。

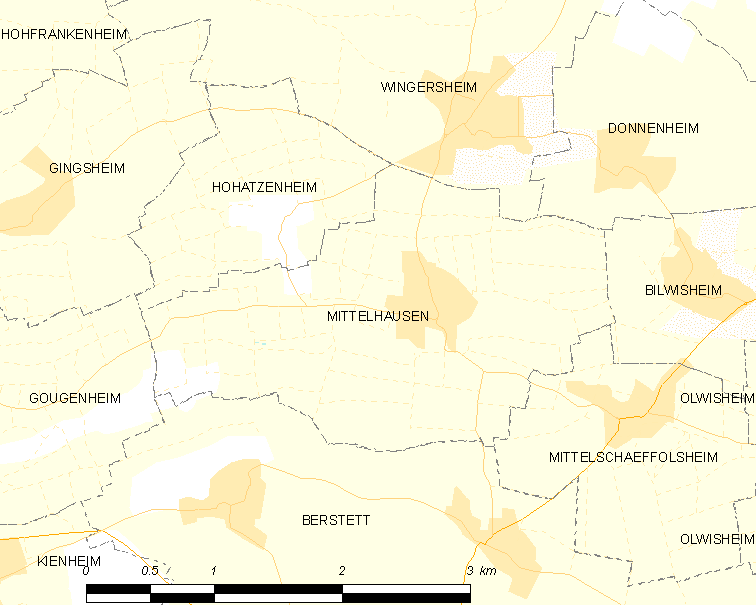
米特劳森的OSM定位图

## 行政
米特劳森的邮政编码为67170，INSEE市镇编码为67297。

## 政治
米特劳森所属的省级选区为布克斯维莱尔县。

## 人口

1962-2008年间米特劳森人口变化图示

米特劳森于2018年1月1日时的人口数量为595人。